# Muscle long fléchisseur du pouce
Le muscle long fléchisseur du pouce (ou muscle long fléchisseur propre du pouce ou muscle long fléchisseur propre du premier doigt en ancienne nomenclature) est un muscle de l'avant-bras. C'est un muscle profond de la loge antébrachiale antérieure.

## Origine
Le muscle long fléchisseur du pouce se fixe sur la face antérieure du radius et la membrane interosseuse de l'avant-bras. Il comprend également une petite insertion sur la face latérale du processus coronoïde de l'ulna.

## Trajet
Le muscle long fléchisseur du pouce descend verticalement se termine par un tendon qui croise celui du muscle fléchisseur radial du carpe et qui passe sous le rétinaculum des fléchisseurs dans la partie externe du canal carpien. 
Le tendon suit ensuite la face dorsale des phalanges du pouce. 

## Insertion
Le tendon du muscle long fléchisseur du pouce se termine sur la base de la phalange distale (P2) du pouce.

## Innervation
Le muscle long fléchisseur du pouce est innervé par les nerfs du muscle long fléchisseur du pouce branches du nerf interosseux antébrachial antérieur et du nerf médian.

## Fonction
Le muscle long fléchisseur du pouce provoque la flexion de la phalange distale du pouce sur sa phalange proximale et la flexion de la phalange proximale sur le premier métacarpien. Il est également adducteur de ce dernier.
Conjointement avec le muscle court extenseur du pouce il permet la seule flexion de la phalange distale sur la phalange proximale.

## Galerie

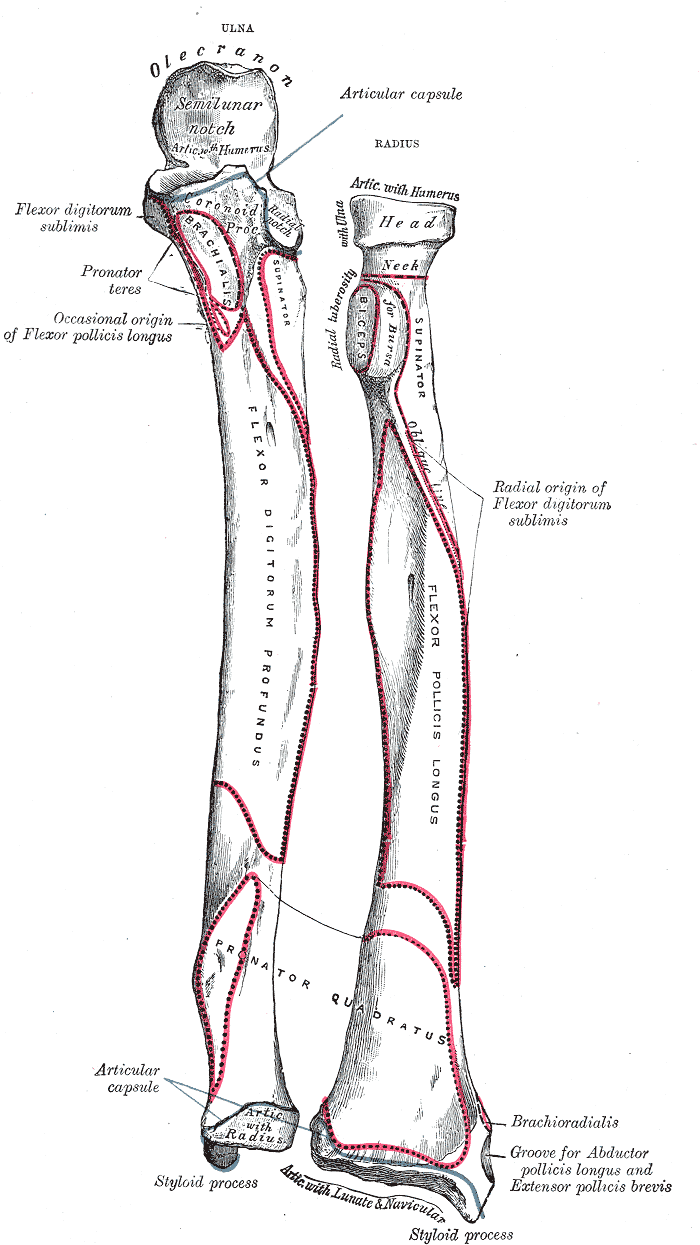
Origine radiale du muscle long fléchisseur du pouce (flexor pollicis longus)
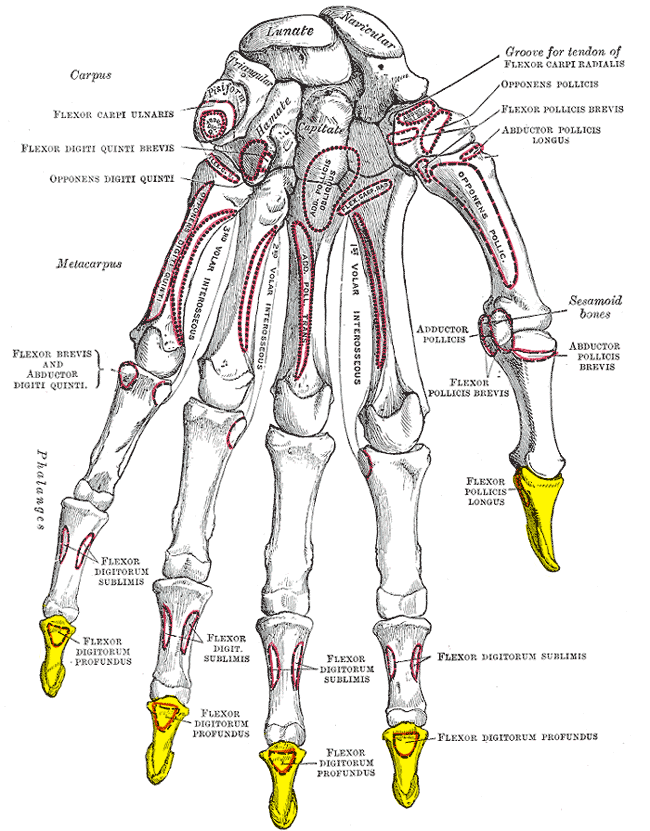
Insertion sur la phalange distale du pouce du muscle long fléchisseur du pouce (flexor pollicis longus)